# Nikos Zografakis
Nikolaos „Nikos“ Zografakis (griechisch Νικόλαος Ζωγραφάκης; * 7. Juli 1999 in Berlin) ist ein deutsch-griechischer Fußballspieler.

## Karriere

### Verein
Der Stürmer Nikos Zografakis begann seine Karriere beim Berliner Amateurverein Spandauer SC Teutonia. Über den SC Staaken wechselte er im Jahre 2011 in die Jugendabteilung von Hertha BSC. Für die Hertha spielte er in der B- und A-Junioren-Bundesliga. In der Saison 2017/18 erreichte Zografakis mit seiner Mannschaft das Endspiel, welches mit 3:1 gegen den FC Schalke 04 gewonnen wurde. Im Sommer 2018 rückte er in den Kader der zweiten Mannschaft auf und spielte fortan in der viertklassigen Regionalliga Nordost. Nach einem Jahr wechselte Zografakis zur zweiten Mannschaft des VfB Stuttgart, mit der in der Saison 2019/20 Meister der Oberliga Baden-Württemberg wurde und in die Regionalliga Südwest aufstieg.
Im Februar 2021 folgte der Wechsel zum Zweitligisten SV Sandhausen, bei dem er jedoch ohne Einsatz blieb. Am Saisonende wechselte Zografakis zum Regionalligisten Energie Cottbus, wo er in der Saison 2021/22 in 32 Spielen zehn Tore erzielte. Darüber hinaus gewann er mit seiner Mannschaft den Brandenburgischen Landespokal durch einen 2:0-Sieg über den VfB Krieschow. Durch seine Tore wurde der Drittligist SC Verl auf Nikos Zografakis aufmerksam und nahm ihn unter Vertrag. Am 7. August 2022 gab er sein Profidebüt im Spiel gegen den SV Waldhof Mannheim, als er für Eduard Probst eingewechselt wurde.
Im Sommer 2023 wechselte er zum Regionalligisten KSV Hessen Kassel

### Nationalmannschaft
Nikos Zografakis absolvierte vier Länderspiele für die deutsche U-15-Nationalmannschaft, in denen er zwei Tore erzielte. Dazu kommen jeweils ein Einsatz in den deutschen U-18- bzw. U-19-Auswahlen. Anschließend spielte er zweimal für die griechische U-21-Auswahl.

## Erfolge
- Deutscher A-Junioren-Meister: 2018
- Meister der Oberliga Baden-Württemberg: 2020
- Brandenburgischer Pokalsieger: 2022